# Чумной город
«Чумной город» — американский фильм ужасов, снятый в 2008 году Дэвидом Грегори.

## Синопсис
Группа американцев путешествуют по Уэльсу. Они случайно забрели в очень странную деревеньку. Сначала американцам кажутся милыми причуды сельских жителей, но затем они понимают, что их непонятное поведение — следствие инцеста и генетических заболеваний.

## В ролях
- Эрика Родс
- Дэвид Ломбард
- Линдсэй Горансон
- Катрин МакМорроу
- Элизабет Бове
- Майкл Дональдсон
- Хоуп Александр
- Kate Aspinwal
- Josslyn Decrosta
- James Warke